# Acacio di Beroea
Acacio di Beroea (Siria, 322 – 432) è stato un arcivescovo siro.
Fu arcivescovo di Beroea, campione dell'ortodossia contro le eresie che si stavano diffondendo ai suoi tempi nella Chiesa orientale.

## Biografia
In giovanissima età divenne monaco nella comunità di eremiti presieduta da Asterio vicino ad Antiochia di Siria. Durante il periodo della questione ariana ebbe molti guai a causa delle sue posizioni coraggiose e della sua costanza. Dopo la morte dell'imperatore Valente, nel 378, al ritorno dall'esilio, Eusebio di Samosata lo ordinò nella sede di Beroea.
Successivamente si recò a Roma quale legato della fazione di Melezio di Antiochia e dei «Padri del Sinodo di Antiochia» per discutere di fronte a papa Damaso I la posizione teologica di Apollinare di Laodicea (apollinarismo). Mentre svolgeva questo difficile incarico, attese che i padri riuniti ad Antiochia decidessero della questione e, quindi, sottoscrisse la professione di fede sulle «Due nature». Fu soprattutto grazie ai suoi sforzi che terminarono i vari movimenti scismatici di Antiochia.
Poco tempo dopo, nel 381, si recò a Costantinopoli per prendere parte al Secondo concilio ecumenico, dove enfatizzò nuovamente le definizioni nicene e attaccò l'eresia degli pneumatomachiani. Nello stesso anno morì Melezio di Antiochia ed Acacio prese parte alla consacrazione di Flaviano di Costantinopoli. A causa di questa consacrazione, Acacio cadde in disgrazia presso il Papa, che scomunicò lui ed i suoi seguaci. Questa scomunica romana proseguì per circa dieci anni, fino al Concilio di Capua del 391 o 392, quando fu riammesso in comunione.
Nel 398 Acacio, che aveva raggiunto i 76 anni, fu nuovamente incaricato di una nuova missione presso la Chiesa di Roma. Fu prescelto da Isidoro di Alessandria per portare a papa Siricio la notizia dell'elezione alla sede di Costantinopoli di Giovanni Crisostomo e per fare quanto in suo potere per riabilitare la figura di Flaviano. In questa, come nella precedente ambasceria, dimostrò un tatto tale da inibire ogni opposizione. Una testimonianza della stima goduta da questo personaggio presso le Chiese orientali può essere trovata in Socrate Scolastico, Sozomeno e Teodoreto di Cirro, che lo descrivevano come «famoso nel mondo».
Nonostante ciò, a causa della sua ostilità nei confronti di Giovanni Crisostomo e del suo comportamento verso Cirillo di Alessandria nella controversia nestoriana, la sua figura resta uno degli enigmi della storia ecclesiastica. Acacio, nel comportamento, fu sempre un rigorista dichiarato e godette di grande rinomanza per la sua pietà. Sozomeno narrava che era «rigido nell'osservanza di tutte le regole della vita ascetica» e che, una volta elevato all'episcopato, la sua vita fu vissuta austeramente «all'aperto». Teodoreto era costante nell'ammirazione delle sue molte qualità episcopali e lo definiva «atleta della virtù».
All'inizio dell'episcopato di Giovanni Crisostomo, nel 398, Acacio giunse a Costantinopoli, dove fu trattato con meno rispetto di quello che sperava. Qualunque fosse la natura della mancanza di rispetto, Acacio se ne risentì grandemente. La cosa certa è che da quel giorno Acacio divenne un nemico irriducibile di Giovanni e non perse occasione per attaccarlo. L'occasione si presentò nel 403 con il sinodo ad quercum. Fu uno dei famigerati «quattro» dai quali Giovanni non si aspettava giustizia. Acacio, in ogni sinodo convenuto per riabilitare Giovanni, si dimostrò suo infaticabile denigratore, arrivando a cercare di convincere della sua posizione anche papa Innocenzo I. A causa di ciò fu nuovamente scomunicato e restò in questa condizione fino al 414. La sua inimicizia, tuttavia, restò tale anche dopo la morte del suo antagonista, al punto che, nel 421, scrisse ad Attico di Costantinopoli lagnandosi del fatto che Teodoto di Antiochia aveva inserito il nome di Giovanni Crisostomo nei dittici.
Le stesse perplessità, considerando la sua età avanzata e la sua reputazione di santità, sorgono nel comportamento che Acacio tenne nei confronti di Nestorio. Quando i suoi attacchi all'eresiarca smisero di produrre i loro effetti, si scagliò contro Cirillo accusandolo di apollinarismo. Acacio passò gli ultimi anni della sua vita cercando di eliminare il nestorianesimo dalle sue terre. Morì alla straordinaria età di 110 anni.